# Свято ліхтарів
Свято ліхтарів (кит. 元宵节, піньїнь: yuánxiāojié) — одне з найважливіших традиційних свят Китаю, яке відзначають 15-го числа 1-го місяця за місячним календарем. Воно знаменує собою закінчення святкування Китайського нового року.

## Походження свята
Про Свято ліхтарів складено багато різних легенд. Велика частина яких пов'язана з часом династії Хань. Імператор Веньді з династії Західна Хань у цей день був проголошений імператором. Щоб відсвяткувати знаменну подію, він наказав усюди розвісити святкові червоні ліхтарі. Саме з того дня повелась традиція: 15-го числа 1-го місяця імператор виїжджав з палацу, щоб разом з народом відзначити свято — люди влаштовували масові гуляння та виходили милуватись різнобарвними ліхтарями. У 104 р. до н. е. свято Юаньсяо стало державним. Відповідно до спеціального імператорського наказу, у цей день необхідно було розвішувати ліхтарі, влаштовувати грандіозні виставки ліхтарів, щоб і старі і молоді люди мали можливість милуватися ними. Цей звичай існував протягом всієї китайської історії. У 713 році до н. е., у період династії Тан, у м. Чанані (нині Сіань) улаштовувалися так звані «Гори ліхтарів», що нараховували понад 50 тисяч різноманітних ліхтарів.

## Виготовлення ліхтарів
Кольорові ліхтарі у свято Юаньсяо робляться з тонкого паперу, на якому малюють гори, річки, будинки, людей, квіти, птахів, звірів тощо. Найвідоміший вид ліхтарів «цзоумаден». Це іграшкові ліхтарі. Їх роблять протягом більше ніж тисячі років. Такі ліхтарі мають кругле зубчасте колесо, що починає рухатися, якщо усередині ліхтаря ставиться запалена свічка. Починають обертатися й паперові конячки усередині ліхтаря. Тіні фігурок з'являються на тонких скляних стінках ліхтаря і мчаться по колу ніби живі.

## Традиційні страви
Відомо понад тридцять різновидів «юаньсяо» з різноманітною начинкою: з ягід глоду, фініків, квасолі, кунжуту, масла, шоколаду тощо. Смак «юаньсяо» дуже різний. В провінції Хунань «юаньсяо» прозорі й занадто солодкі, у місті Нінбо (провінція Чжецзян) їх роблять із будь-якою начинкою, а в Шанхаї готують мініатюрні «юаньсяо».
«Юаньсяо» роблять так: спочатку роблять начинку — із суміші цукру, масла, троянд, кунжуту, квасолевого пюре, волоських горіхів або фінікового пюре. Начинку згортають у маленькі кульки, змочують їх у воді, а потім кладуть у посудину з рисовим борошном, що налипає зверху.
На відміну від жителів півночі, жителі півдня спочатку роблять начинку, потім змішують рисове борошно з теплою водою, щоб вийшло негусте тісто. Замішане тісто ділять на безліч невеликих шматочків, розгортають як для пельменів, та розкладають всередину начинку.